# Hilfe, ich liebe Zwillinge!
Hilfe, ich liebe Zwillinge! ist eine deutsche Verwechslungskomödie von Peter Weck aus dem Jahr 1969.

## Inhalt
Andy Hard ist gerade dabei, sich als Fotograf zu etablieren. Eine Werbeagentur stellt ihm einen Jahresvertrag in Aussicht, wenn es ihm gelingt, Fotos des Models Hanna Peters zu bekommen. Zu dumm, dass die einen offiziellen Vertrag mit der Konkurrenz hat. Andy versucht also, heimlich Fotos von ihr zu schießen und gibt sich der autoverrückten Hanna gegenüber als Rennfahrer aus. Schnell erkennt die den Trick und Andy hat das Nachsehen. Auch Onkel Fritz, der als Mechaniker in einem Rennstall arbeitet und Andy geholfen hat, wird entlassen, obwohl er gerade das Wundermittel „Mobis 3“ erfunden hat, das Autos schneller fahren lässt.
Hanna begibt sich nach Velden am Wörther See und auch Andy reist ihr zusammen mit seinem Onkel Fritz nach. Vom Portier hat er erfahren, dass Hanna mit der Hotelfachschule Lukullus telefoniert hat, wo Andy mit der vermeintlichen Hanna zusammentrifft. Was er nicht weiß ist, dass Hanna eine Zwillingsschwester – Renate – hat, die in der Schule unter anderem als Sportlehrerin arbeitet. Im Gegensatz zu Hanna raucht sie nicht, fährt kein Auto und geht nicht auf Partys.
Da auf der Schule eine Kochlehrerin fehlt, springen kurzerhand Andy und Fritz als Koch bzw. Köchin ein, da sich Fritz als Frau verkleidet und als Frau Liebling ausgibt. Es ergeben sich Verwicklungen: Andy wird von den Zwillingen an der Nase herumgeführt, die sich für seinen Fotografierversuch rächen wollen. Mit der Zeit glaubt er, an der Wörthersee-Krankheit zu leiden, da er sich manche Dinge nicht erklären kann. Für Renate wird das Versteckspiel mit der Zeit zur Belastung, da sie sich in Andy verliebt hat. Onkel Fritz wird als Frau Liebling von dem Millionär Mr. Brown verehrt, der sie unbedingt heiraten und vorher seiner Mutter in Oklahoma vorstellen will. Als Fritz und Andy sich daher entschließen, „Frau Liebling“ verschwinden zu lassen und stattdessen Fritz als ihren Bruder in Velden einzuführen, wird Andy von der Polizei wegen Mordes verhaftet. Fritz muss erneut als Frau Liebling in Erscheinung treten.
Andy erfährt von Dr. Peters, dem Großvater der Zwillinge, von den beiden Schwestern und stellt ihnen nun selbst eine Falle. Renate zwingt er, zu rauchen und Auto zu fahren, und das Model Hanna, eine Bergwanderung zu unternehmen. Am Ende kommt es zur freiwilligen Auflösung der Identitäten und Andy und Renate werden ein Paar. Nur Fritz hat das Nachsehen. Er hat zwar mit der chemischen Lösung „Mobis 3“ ein Wundermittel geschaffen, weswegen ihn sein Chef gerne wiedereinstellen würde, doch fehlt ein Finanzier der Herstellung des Mittels. Als dieser erklärt sich Mr. Brown bereit, sodass erneut Frau Liebling aktiviert werden muss, die nun mit Mr. Brown zusammenlebt.

## Produktion
Der Dreh des Films fand unter anderem am Wörthersee statt. Regisseur Peter Weck ist selbst in einem Cameo-Auftritt als Hotelportier zu sehen. Die Uraufführung war am 21. November 1969. Bei dieser Gelegenheit wurden die beiden wirklichen Zwillingsschwestern Ulli und Gaby König der Öffentlichkeit vorgestellt. Sie gingen als Siegerinnen aus einem Zwillings-Casting hervor und erhielten von Karl Spiehs persönlich einen Filmvertrag. Später waren sie in den Filmen Wenn die tollen Tanten kommen und Das haut den stärksten Zwilling um als Zwillinge zu sehen.
Im Film sind drei Titel enthalten, die von Roy Black gesungen werden:
- Die Show beginnt (Musik: Werner Twardy, Text: Lilibert)
- Nur du (Musik: Werner Twardy, Text: Lilibert)
- Mein schönster Traum (Musik: Rolf Arland, Text: Lilibert)

Hilfe, ich liebe Zwillinge! wurde in der Bundesrepublik Deutschland von etwa 2,5 Millionen Besuchern gesehen.

## Auto
Das gelbe Cabrio, das Roy Black fährt, ist ein italienischer Siata Spring, ein Retro-Roadster von 1967 auf Basis eines Fiat 850.

## Kritik
Das Lexikon des internationalen Films bewertete Hilfe, ich liebe Zwillinge! als „anspruchsloses Verwechslungs- und Verkleidungslustspiel“. Der Evangelische Film-Beobachter kam zu keinem freundlicheren Ergebnis: Deutsche Dutzend-Klamotte, in der Roy Black dadurch in Verwirrung gestürzt wird, daß sich Uschi Glas in einer Doppelrolle als Photomodell und Lehrerin präsentiert. Für bescheidene Ansprüche.